# Voorslag (muziek)

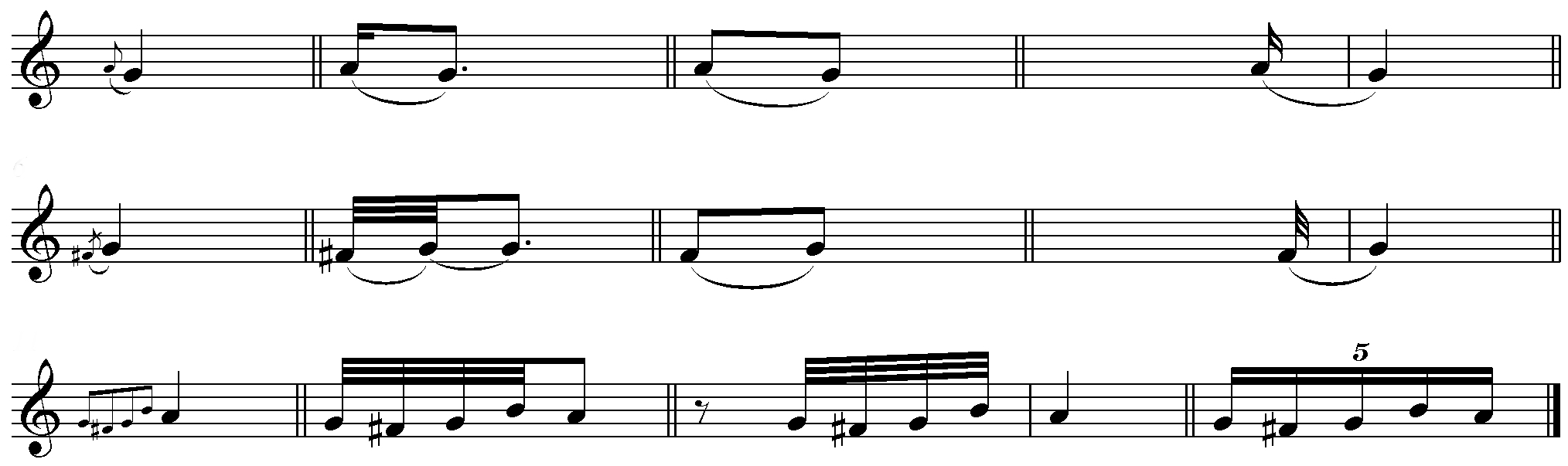
Voorbeelden van voorslagen

Een voorslag is een versiering in de muziek die aangeeft dat de  hoofdnoot voorafgegaan moet worden door een versieringsnoot. Een voorslag kan ofwel ritmisch uitgeschreven zijn in de partituur ofwel aangegeven worden door het symbool of de kleine noot van de versiering (zie afbeelding). Een voorslag is bij slaginstrumenten eerder bekend als een vlamslag, kort gezegd een vlam.

## Notatie
Een voorslag is in muzieknotatie eventueel herkenbaar als een klein (meestal achtste) nootje op de notenbalk al dan niet met een streepje erdoor (de z.g. korte voorslag). De voorslag komt ook voor in doedelzak-techniek. Bij dit instrument is de voorslag echter niet zo zeer een versiering als wel een articulatie. Dat wil zeggen dat het niet zo zeer een noot is als wel een geluidseffect dat twee noten van elkaar scheidt. Men zou dit verschil kunnen vergelijken met het verschil tussen een klinker en een medeklinker in de gesproken taal.

## 'Medeklinker'
Om een muzikale 'medeklinker' te realiseren dient de voorslag: 
- uiterst kort te zijn,
- aan de nieuwe noot in tijd vooraf te gaan

Bovendien is het niet nodig dat de voorslag een duidelijk te onderscheiden toonhoogte heeft. Het is zelfs nuttig als dat niet zo is, immers een scherpe medeklinker als 't' heeft ook geen duidelijke toonhoogte. In de muziek is de voorslag in de regel verworden tot een korte klinker (en daarmee een versiering).

## Dubbele voorslag
Ook een dubbele en meervoudige voorslagen komen voor, waarbij twee (of meer) klein gedrukte nootjes de hoofdnoot voorafgaan.

## Anticiperend/Abstraherend
Voorslagen kunnen zowel anticiperend en abstraherend worden uitgevoerd:
- Anticiperend: de hoofdnoot komt 'op de tel', de voorslag vindt 'voor de tel' plaats.
- Abstraherend: de voorslag komt 'op de tel', de hoofdnoot wordt iets ingekort en komt dan 'na de tel'.

## Streepje
De voorslag kan 'doorgestreept' voorkomen, er staat dan een klein diagonaal streepje door de vlag van de voorslag. Dit is meestal een indicatie dat de voorslag snel en kort gespeeld moet worden.

## Lengte
In barokmuziek worden voorslagen vaak zonder doorhalingsstreepje genoteerd. Meestal worden ze dan abstraherend gespeeld, en krijgen meer lengte dan de notatie doet vermoeden. Zo zou een zestiende voorslag voor een kwartnoot ook uitgevoerd kunnen worden als twee achtsten op de plaats van de kwartnoot. Voorslagen werden dikwijls gebruikt om een voorhouding uit te drukken, ofwel een 'vertraging' van de consonantie van de hoofdnoot door een voorafgaande spanningsverlengende dissonante secunde voor de hoofdnoot.
Onderscheiden worden voorts:
- de 'acciaccatura': de kortere, snelle voorslag, die soms voor en soms op de tel begint.
- de 'appoggiatura': de langere voorhoudingsvoorslag, die meestal op de tel begint.